# ラムセス3世
ラムセス3世（英語: Ramesses III）は、エジプト新王国・第20王朝の2代目のファラオである。古代エジプトで大きな権威を持った最後のファラオと称されている。「ラメセス3世」や「ラメス3世」という表記も見られる。以下の本文中における「ラムセス」の表記は全て「ラムセス3世」を表す。

## 概要
ラムセスの父はセトナクト、母はティイ・メルエンエスであった。「シェムウ（乾季・収穫期）1月の26日に即位して、シェムウ3月の15日に退位（死去）した」という情報よりラムセスは紀元前1186年3月から紀元前1155年4月までファラオとして在位したとされる（暦法#古代太陽暦の暦法を参照）。これに従えば在位期間は31年と1か月であったが、紀元前1156年頃や紀元前1153年頃に死去したとの説もある。なお、ラムセスは第19王朝のラムセス2世の時代のような統治を目指していたと伝わっている。

## 登位以前の略史
ラムセスの父・セトナクトは第20王朝最初のファラオである。第19王朝の瓦解後の政情についてラムセスの息子のラムセス4世によって編纂されたハリス・パピルスは以下のように記述している。
この「パレスチナ出身者」は「イルス (Irsu) 」という名前であったが、その正体は明らかではない。ドイツの歴史家のフィリップ・ファンデンベルクは第19王朝末期のファラオであるサプタハやタウセルトの時代に権限を握ったバイやパレスチナ出身のエジプト軍幹部などの名前を挙げ、タニスで政権を運営していたとしている。
セトナクトはイルスを討伐してファラオについたが、既に高齢だった事もあり、その治世は2年で終わった。なお、ラムセスはセトナクトの共同統治者であった。

## 即位後

### 「海の民」との戦い

紀元前1200年頃の「海の民」の侵攻ルート

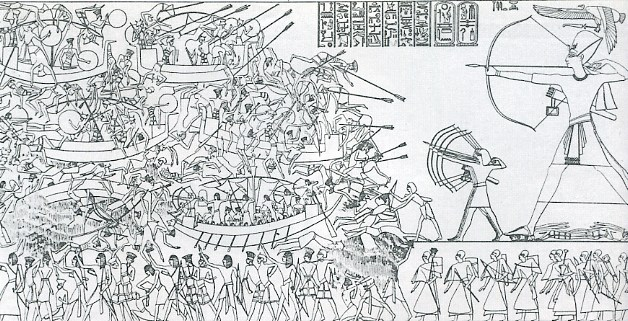
「海の民」と戦うラムセス (メディネト・ハブのレリーフより 。

ラムセスが在位した時期は古代ギリシアが暗黒時代に入り政治的に混乱していた時期と重なっており、「海の民」やリビア人といった外敵の攻撃に晒された。経済的な苦境にも陥り、国内ではストライキも起こった。
古代エジプト史に初めて「海の民」が登場するのは第19王朝のメルエンプタハの在位中である。石碑にはメルエンプタハの在位5年目に「海の民」がリビア人と連合を組んでリビアの海岸からナイル川デルタに侵入したがエジプト軍がこれを撃退したとの記述がある。
ラムセスの在位8年目にペレセト (Peleset) 、チェッケル (Tjeker) 、シェケレシュ (Shekelesh) 、デニエン (Denyen) 、ウェシェシュ (Weshesh) などの各民族からなる「海の民」がレヴァント地方より陸上および海上からエジプト領内へ侵入した。
まず、エジプト軍は陸路から北東国境に侵入した「海の民」の軍を破った（ジャヒの戦い）。次いで海より侵入した「海の民」の軍に対してエジプトの海軍は貧弱であったとの評判にもかかわらず頑強に戦った。ラムセスが海戦で取った作戦は弓隊を海岸沿いに配置して、「海の民」がナイル川の河岸から上陸しようとした時に「海の民」の軍船目掛けて切れ目無く矢を一斉に射撃し続けるというものであった。また、ガレー船や平底船などを並べて堅牢な壁のような防御陣を構築し、それらの船の船首から船尾に至るまでエジプト軍の兵士を多数乗船させた。
エジプトの軍船は「海の民」の軍船をグラップリングフック（鉤縄）で引き寄せて、両軍の兵士による白兵戦の末にエジプト軍が勝利した。「海の民」が矢による攻撃に対して備えが出来ていなかったことおよび帆船のみであった「海の民」に対してエジプトは櫂を備えており自由に船を操れたことがエジプト軍が勝利した理由として挙げられる。
ハリス・パピルスは次のように記述している。
ラムセスは、従わせた「海の民」をカナアン南部に入植させて「海の民」をエジプトに組み込んだと主張している。これについて明確な証拠は無いが、カナアンへ少しずつ「海の民」が住み始めたのを阻止できなかったラムセスが自らの政策によって「海の民」を取り込んだと主張しようとしたと考えられている。実際に「海の民」の捕虜の一部は傭兵となってシェルデン、トゥルシャなどに入植した。また、東方のベドウィンからの侵攻に対抗するためにペレセト人やチェッケル人をパレスチナに入植させた。なお、これらの都市および国家が緩衝地帯となってこの後暫くはオリエントや地中海の各勢力の争いから古代エジプトを孤立させる役割を果たすこととなった。

### リビア人との戦い
ラムセス在位前よりリビア人はナイル川デルタの西部を支配していたが、そのリビア人に対してラムセスは2度にわたり戦争を行った。在位5年目に行った1度目の戦争はラムセスがリビアに政治介入したことがきっかけとされる。この戦争でエジプトはリブ、メシュウェシュ、セペド (Seped) などの各部族から成るリビア軍に勝利し、リビア軍は戦死者約12,500名、捕虜約1,000名を出した。
ただし、この戦争の後もリビア人はナイル川デルタの西部に定着して、デルタ中部のクソイスなどを攻撃するに至った。なお、在位11年目に起こった2度目の戦争までの間にケペル (Keper) がリビアの全部族を統一していた。
2度目の戦争はメシュウェシュ人がエジプトに定住する目的でナイル川デルタに侵入したことによって勃発したが、エジプト軍はこの戦争で決定的な勝利を収めた。リビア軍は戦死者2,000名以上、ケペルを含む多数が捕虜となり、ケペルの息子でメシュウェシュの首長であったメシェシェル (Meshesher) は捕虜となった後に処刑された。この後リビア人による侵入は無くなり、国内のリビア人はエジプトの傭兵として体制に組み込まれていった。
「海の民」およびリビア人との合計3度の戦争の後にラムセスの在位中は戦争は起こらなかった。ハリス・パピルスには「誰にも妨げられることなく自由に旅行できるようになった」、「兵士たちの武器は倉庫に収められたままであった」とラムセスが語ったと記されている。

### 交易について
ハリス・パピルスによると、ラムセスはプントへ没薬や香料などの交易のために遠征隊を派遣した他、シナイでトルコ石、カナアン南部のティムナで銅を採掘したと記録されている。
それ以外にも銅の産地であったワディ・ラム、香料の拠点であったタイマーなどからもラムセスの碑文やカルトゥーシュが見つかっており、アラビア半島の一角まで影響が及んでいたと見られている。

### 神殿の建築と神官との関係
ハリス・パピルスは、ラムセスがピラメセス、ヘリオポリス、メンフィス、アシリビス、ヘルモポリス、ジルジャー、アビュドス、コプトス、エル・カブといったエジプト各地およびヌビアやシュリアの都市の各神殿に黄金の彫像およびモニュメントとなる建築物などの膨大な寄進物を残したと記している。

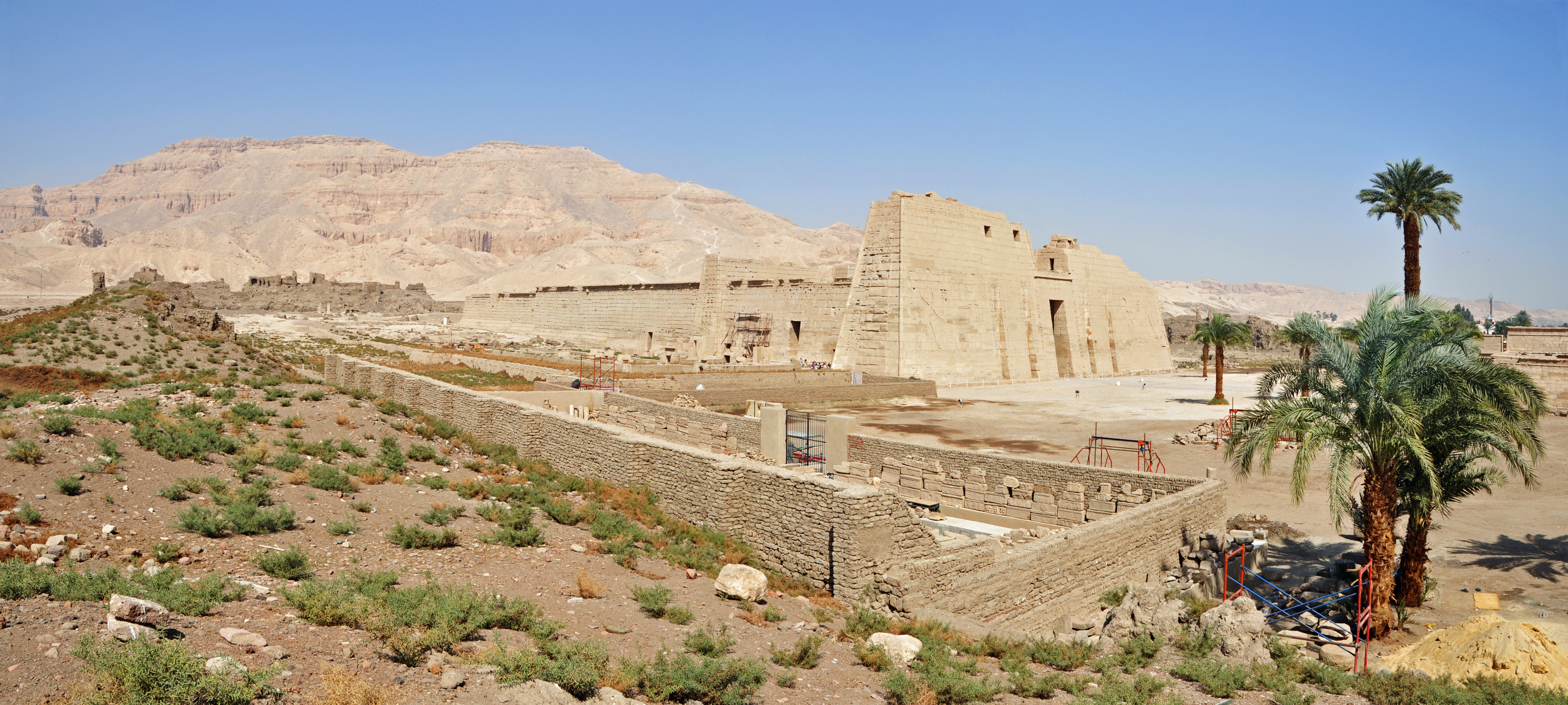
メディネト・ハブの遺跡

ラムセスはテーベ（現：ルクソール）とカルナックに神殿を建築した。中でもカルナックにあるメディネト・ハブと呼ばれるラムセスの葬祭殿と行政施設の機能を併せ持つ建造物はアメンホテプ3世が元々神殿としていたものを土台にコンスを祀る神殿として建築が始まり、ラムセスの在位12年目に完成した。
メディネト・ハブには「海の民」やリュビア人との戦闘のレリーフを刻んだ。なお、メディネト・ハブは新王国時代の遺跡の中で最も保存状態の良い建造物の一つである。
ラムセスの時代に行われたオペト祭では黄金で装飾された最高級のレバノンスギで製造された全長67メートルの船が使われたとされる。
一方でラムセスは古代エジプト史上で神官階級の影響下に置かれた初のファラオとされる。ラムセスはアメンの神官、ラーの神官、プタハの神官に対して穀物100万袋、銀370キログラム相当を奉納した。また、3つの神官団で169の都市、500の所領、50の造船所、88隻の船、50万頭の家畜を所有していたとされる。
その中でもアメン神官は上述の奉納物の内、62万袋 (62%) の穀物、318キログラム (86%) の銀、2,104の耕作地、46の造船所、83隻の船、42万頭の家畜を受け取り、ヌビア地方の金鉱山の採掘権を持ち、アメン神殿の高官はテーベに駐屯する軍隊の最高司令官でもあった。なお、ラムセスの在位時に国家財政はすでに破綻状態にあり、このことが後述の職人によるストライキの要因の一つになったと考えられている。
また、ラムセスの配下としてテーベで徴税を担当していたメリバステト (Meribastet) がこの地で勢力を増した。その息子であるラメセスナクトはラムセス4世の時代にアメン神殿の大司祭に任命され、メリバステトの一族が大司祭職を世襲していった。このことが後のアメン大司祭国家の成立に繋がることになった。

### ストライキ

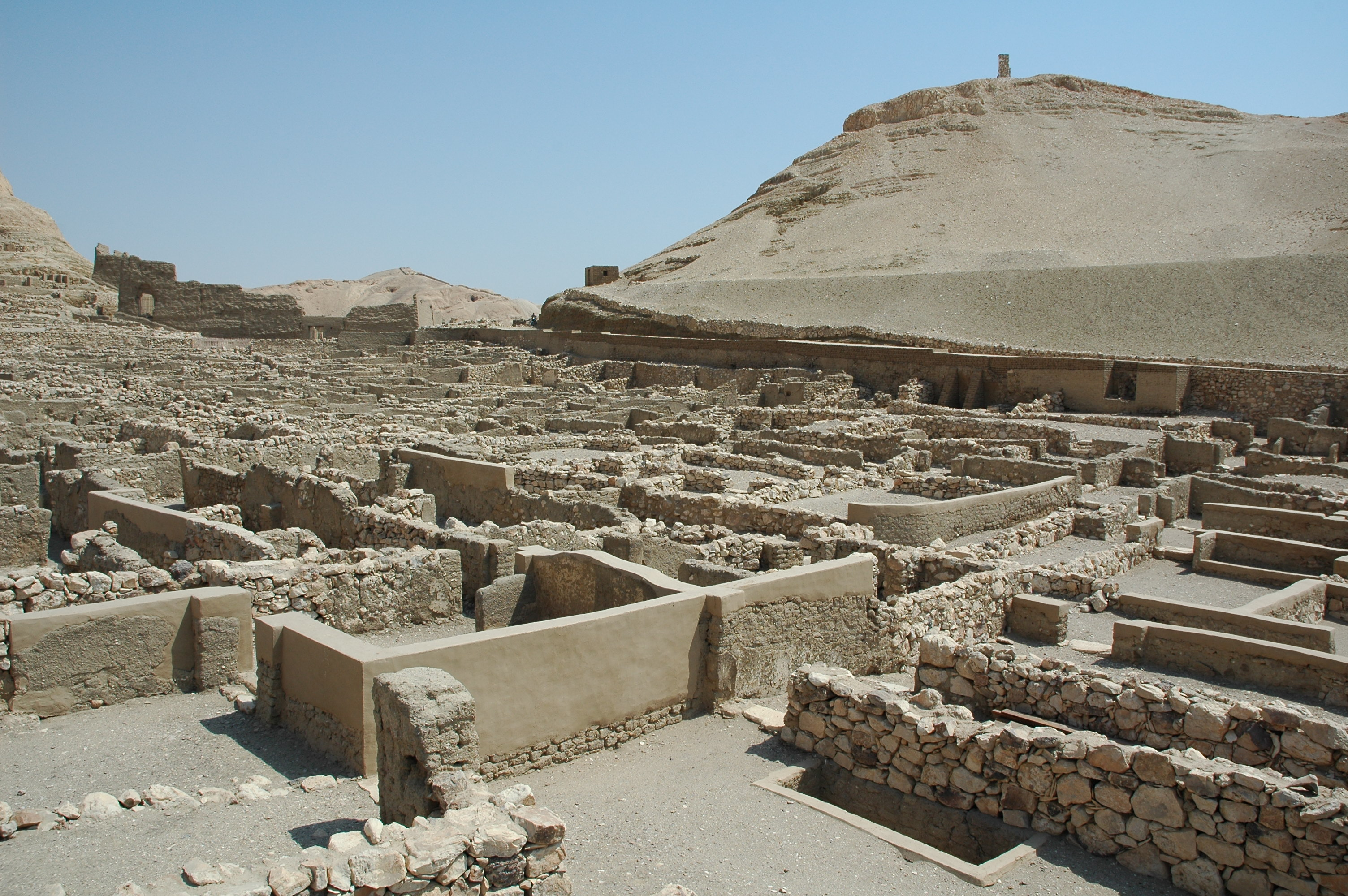
デール・エル・メディーナの遺跡

ラムセスの治世末期に王家の谷で墓を建築していた職人の居住地区であったデール・エル・メディーナにおいて職人によるストライキが起こった。これは有史における最古のストライキであり、度重なる食糧の配給遅滞が原因であった。
ラムセスの在位29年目のペレト（播種期）2月の10日に職人たちはストライキに入り、昼間はトトメス3世葬祭殿 に座り込み、夜にデール・エル・メディーナに戻った。翌々日の12日からストライキの場所をラメセウムに変更し、その日のうちに先月分の食糧が配給された。職人たちは当月分の配給も要求してストライキを続行。17日に当月分の食糧が支給されたためストライキは収まった。その後も在位29年目にもう1度（シェムウ〈乾季・収穫期〉1月の13日）、在位31年目に1度（ペレト2月の15日）、在位32年目に1度（シェムウ2月の29日）のストライキが発生したとされる。
ストライキが起こったこの時期に何らかの原因で紀元前1140年まで10年間に亘って太陽の光が地面に届くことが妨げられ、その間は世界的に植物の成長が停止した。それによってラムセスから後のラムセス6世およびラムセス7世の在位中は鶏や奴隷の価格が横ばいだった一方で穀物価格は急騰した 。なお、ストライキが起こった事実はラムセスの建造物のモニュメントでは一切触れられていない。

### 暗殺
ラムセスの時代に行われた公判を書写したパピルスにより、メディネト・ハブで行われた祝宴中に王室の後宮（ハレム）によるラムセスに対する暗殺事件があったことが知られている。
その事件はラムセスの妻の1人であるティイが教唆して、自らの息子のペンタウアーに王権を相続させるというものであった。
ラムセスはペンタウアーではなく、ラムセスの息子の中で最も年長であったティティの息子アメンヘルケプシェフ（後のラムセス4世）を自らの後継者に選んでいた。

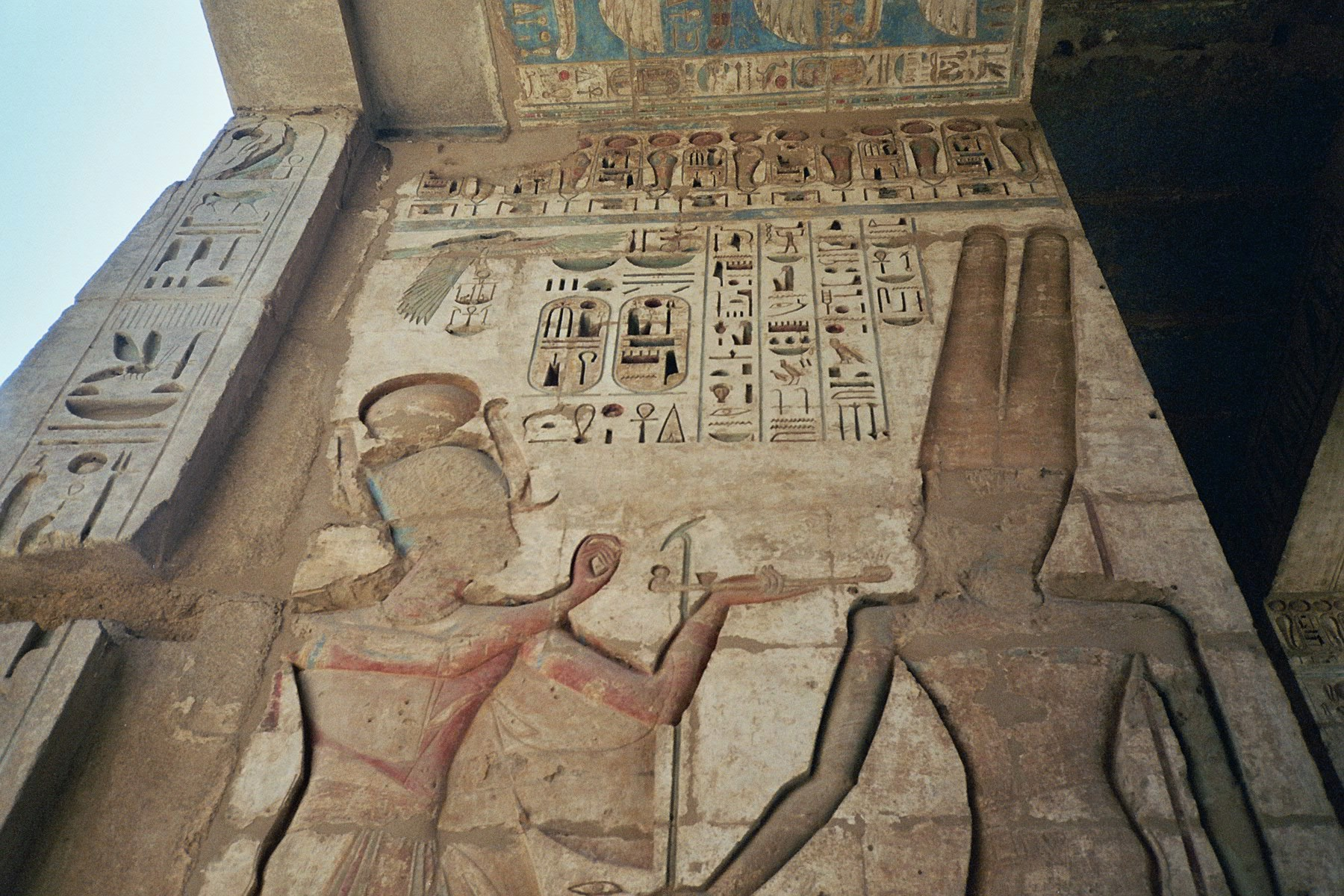
メディネト・ハブのラムセスのレリーフ

パピルスにはその事件に多くの人間が関与したことが記されており、事件の中心人物はティイとペンタウアー、侍従長のペベッカメン、王室の執事（正式な国家の官職であった）7人、宝物庫の監督者2人、軍隊の将軍2人、王室の書記2人および伝令官1人であった。暗殺に至った手順ははっきりしないが、蝋人形や呪術による方法が含まれていた。
長い間、ラムセスが暗殺されたのか否か明らかではなく、ラムセスのミイラの首の周りに包帯が厳重に巻かれていたものの、身体に明らかな外傷は無いと信じられてきた。
2011年、ドイツの犯罪化学のチームがラムセスのミイラを調査し、首の周りに巻かれていた包帯の部分のコンピュータ断層撮影 (CT) を実施した。それによると喉首を横切って深い刃物傷があり、その傷は椎骨にまで達する深さであった。
2012年12月、エジプトの考古学者ザヒ・ハワスを中心とするチームがラムセスのミイラをCTしたところ、ラムセスは生存中に喉元を切られ、傷は左右7センチメートルで脊椎に達する致命傷であり、恐らく即死であったことがわかった。小長谷正明は気管や食道、頸動脈などの主幹動脈は切断されているため、恐らく切断された時に大出血を起こして即死していただろうとしている。また、解析した画像から喉の傷の中に「ホルスの目」のお守りが埋め込まれているのを発見し、これによりエンバーミングをした段階で既に傷が存在していたことが裏付けられた。
2016年3月、ハワスとカイロ大学の医師サハル・サリームらによってラムセスのミイラに再度CTが行われ、喉元の刺傷以外に足の親指を切断された痕が発見された。これらの状況より、ラムセス襲撃は2人以上で実行され、1人はラムセスの正面から斧のような武器で攻撃し（この時にラムセスの足の親指が切断）、もう1人が背後から短剣などの武器によりラムセスの喉元を貫いたと考えられる。

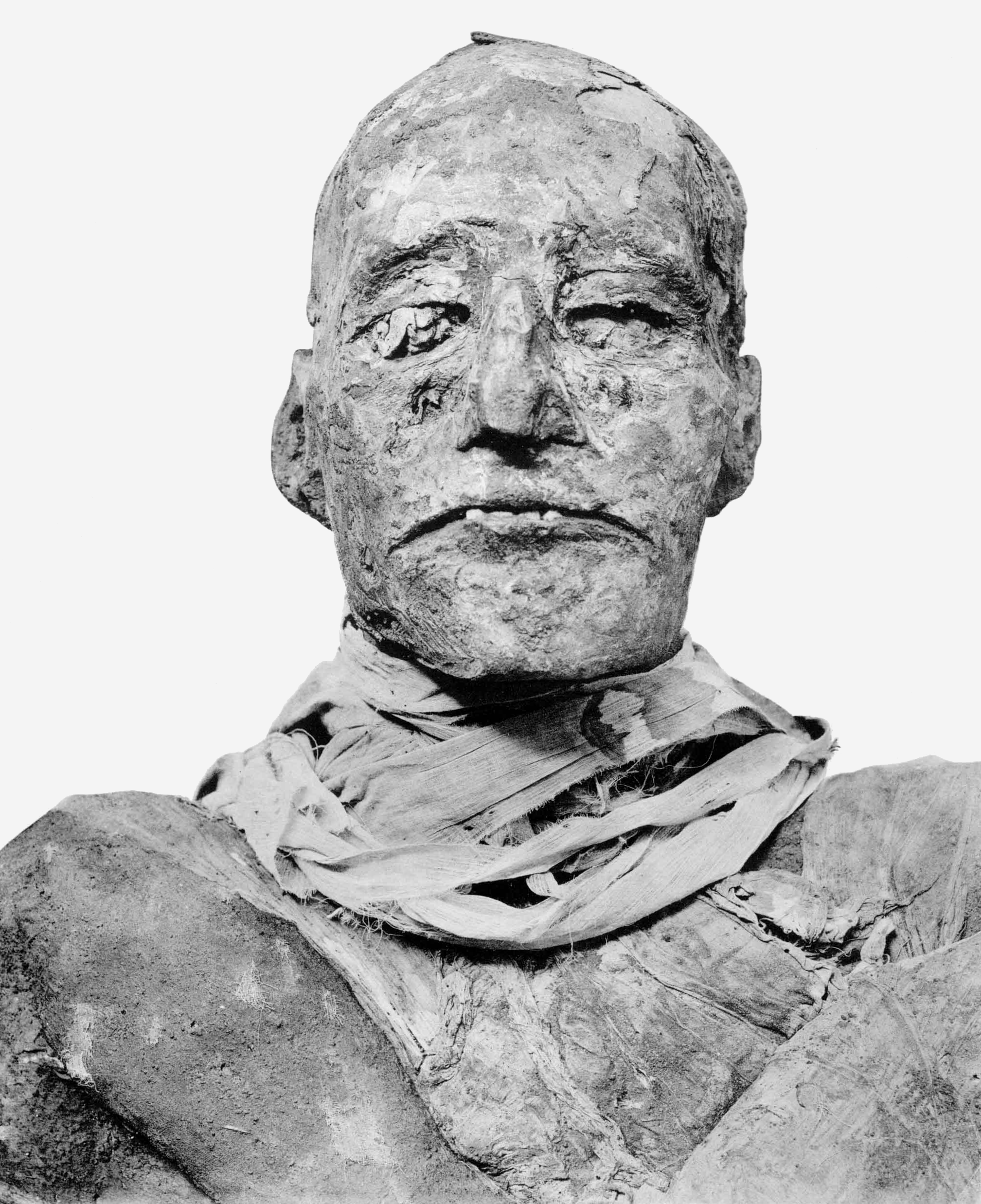
ラムセスのミイラ (上半身部分) 。首に巻かれている包帯の下に致命的と見られる刃物傷が発見された。

なお、暗殺されたことが確定するまでは、「くさりへびに咬まれた傷が、ラムセスの死を引き起こした」という説もあった。これについて、ラムセスのミイラに来世で蛇から身を守るためのお守りが付けられていたことや、暗殺者の一味であった食事と飲み物を給仕する召使は「蛇と蛇の王」と呼ばれていたことが根拠として挙げられていた。
こうしてラムセスは暗殺された。享年は約65歳とされる。ラムセスの暗殺には成功したものの、トリノの法のパピルス (en) によるとその年の内に事件に関与した者は全員が処刑された。公判のことを記した別の文書によると、総数で38人に死刑判決が下された。
但し、有罪となった内の何人かは自殺（恐らくは毒）する選択権を与えられ、ペンタウアーもその一人であった。ペンタウアーのミイラである可能性が高い「叫ぶミイラ」と称されるミイラの胃の中からは毒物が検出され、遺体から臓器や脳を取り出さずにミイラ化されていた。さらに儀式において不浄とされたヤギの皮を被せた上で両手両足が強く縛られていた跡が発見された。ハワスはこのミイラの処理方法について異常なものであったとコメントしている。
歴史家のスーザン・レッドフォードは、ペンタウアーは毒を仰いで自殺する選択を許されたが、事件に関与した他の者は生きたまま火刑に処されて、その遺骨・遺灰は通りに撒き散らされるという屈辱的な末路を与えられたと推測している。
このような処罰は、古代エジプト人にとってファラオを殺傷することが重大な事項であることを強調し、強い見せしめとなった。古代エジプト人はミイラ化などにより身体が保存されたならば来世に唯一到達できると信じていたため、火刑により身体を破壊されることは現世で犯罪者として殺害されるだけでなく、来世に到達することが許されずに人格を消滅させられることを意味していた。
ティイとペンタウアーの墓は強奪された。また、来世で楽しむことができないように2人の名前を徹底的に抹消したため、2人の名が見られるのは公判の文書以外に無い。
この事件の裁判員に12名が任命されたが、事件に関与したとして告発された後宮の数人の女はその公判を審理する裁判官を誘惑して、5名の裁判官がその女たちと密通したことが発覚した。裁判官は処罰されて、1人は刑が執行される前に自殺し、3人が鼻と耳を削ぐ刑を科された（残り1名は無罪）。
後継のファラオにはラムセス4世が就いたが、ラムセスが死去して以降の第20王朝は衰退に向かうことになり、古代エジプト文明自体が崩壊する一歩でもあった。

## ラムセスのミイラについて
1881年、フランスのエジプト考古局 (en) の最高責任者であったガストン・マスペロの指示を受けたエミール・ブルグシュによってデル・エル・バハリのDB320からラムセスのミイラが発見された。
なお、DB320からはラムセス以外にトトメス3世やラムセス2世などのミイラも同時に発見された。ラムセスらのミイラが王家の谷から移された理由として、第20王朝末期に権力を争っていたピアンキ（アメン大司祭国家第2代大司祭）が敵対していたパネヘシ（ヌビア総督）やヘリホル（アメン大司祭国家初代大司祭）に対抗し、自らの権力基盤を固めるための軍資金として王家の谷の財宝を組織的に盗掘していたことが挙げられる。最終的に第22王朝のシェションク1世によってDB320へ運ばれた
ラムセスのミイラは「ミイラ再生」（1932年）など多くのハリウッド映画で代表的なエジプトのミイラのモデルとして活用されている 。ラムセスの墓（KV11）は王家の谷で最も大きな墓の一つである。
2021年4月3日、エジプト考古学博物館から同年に開設された国立エジプト文明博物館へラムセスを含む22体のミイラが、数百万ドルをかけて「ファラオのゴールデンパレード」と題して移送された。
また、他のミイラと違って瞼が取り除かれ、眼窩には麻布が詰め込まれている。これらの事から、実際にミイラを見てみると、かなり異様な表情をしていることが窺える。

## 家族
2012年に行われた遺伝子研究によると、ラムセスのY染色体は「E1b1a」 (Haplogroup E-V38) に属することが分かった。この「E1b1a」はサブサハラアフリカに住む人種に多く分布する型である。
ラムセスの妻（王妃）および子息で確認できるのは下記の通りである。第一王妃はイセト・ター・ヘムジェルトでほぼ確定しており、第二王妃はティイと考えられている。
- 王妃
  - イセト・ター・ヘムジェルト（英語版）
  - ティイ（英語版）
  - ティティ（英語版）
- 子息
  - ラムセス4世
  - ラムセス6世
  - ラムセス8世
  - アメンヘルケプシェフ（英語版）
  - メリアメン（英語版）
  - パレヘルウェネメフ（英語版）
  - ハーエムワセト（英語版）
  - メリアトゥム（英語版）
  - モントゥヘルホプシェフ（英語版）
  - ペンタウアー
  - ドゥアテントペト（英語版）

## ランプシニトス
古代ギリシアのヘロドトスが記した「歴史」の第2巻（エウタルペ）に登場する「ランプシニトス (Rhampsinitus) 」はラムセスに当たると考えられている。ヘロドトスはその中でランプシニトスが歴代のファラオの中で最も多くの量の銀を所有していたと紹介し、その保管していた銀を窃取した盗賊との知恵比べに関する逸話を記載している。

## 年代に関する論争
ラムセスが統治した正確な年代については諸説があり、このことはレヴァントにおける後期青銅器時代が崩壊した年代とも関係が及ぶ。一般にその年代はパレスチナの海岸沿いで出土した陶器よりヘラディック期の後期IIIC（紀元前1190年 - 紀元前1060年）であり、上述のラムセス在位8年目の「海の民」との戦争も含まれる。なお、この出土した陶器の年代は従来まで紀元前1179年頃と比定されていたが、放射性炭素年代測定や他の外部の調査によって紀元前1100年頃と認められている。
アイスランドにあるヘクラ山の3度目の噴火によって顕著な寒冷化が起きたと評されており、その年代を紀元前1159年頃とする説がある。1999年にヘクラ山の3度目の噴火に関して採取したデータを使って、数人の科学者がラムセスが在位期間内に当たる紀元前1159年頃の状況について立証しようとした。上述したようにラムセスの在位29年目にデール・エル・メディーナで職人のストライキが発生したとの記録が残っているが、このストライキがヘクラ山の3度目の噴火による影響を受けたと指摘した。へクラ山の3度目の噴火がこの年代（前1159年頃）であれば、災害が起こってから1年程度の凶作は当時のエジプトが備蓄していた食糧で対処できたと考えられるものの、前1159年頃から3 - 4年後（前1156年または前1155年）にラムセスの治世が終わったことを示すとされた。
一方で別の科学者がBP2900（紀元前1000年頃）のデータを火山の地層を再調査した。2002年に火山灰の地層を含む泥炭の沈殿物を高精度の放射性炭素年代測定をしたところ、ヘクラ山の3度目の噴火は紀元前1087年から紀元前1006年の間に起こったと発表した。ラムセスの治世を紀元前11世紀代とするエジプト学の研究者は1人もおらず、ヘクラ山の3度目の噴火はラムセスが在位した年代より後に出来事であったと示された。

## ギャラリー

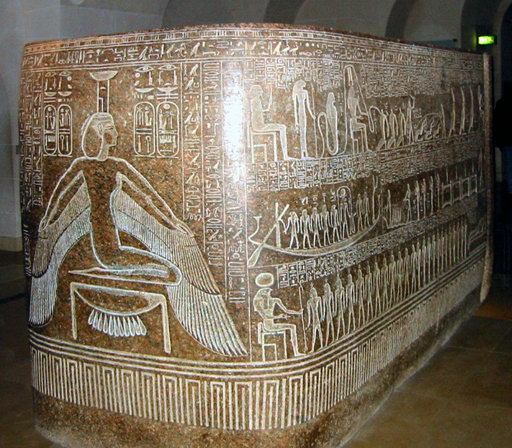
ルーブル美術館収蔵の赤色石灰岩で作られたラムセスの石棺。なお、石棺の蓋はフィッツウィリアム美術館に収蔵[2]。
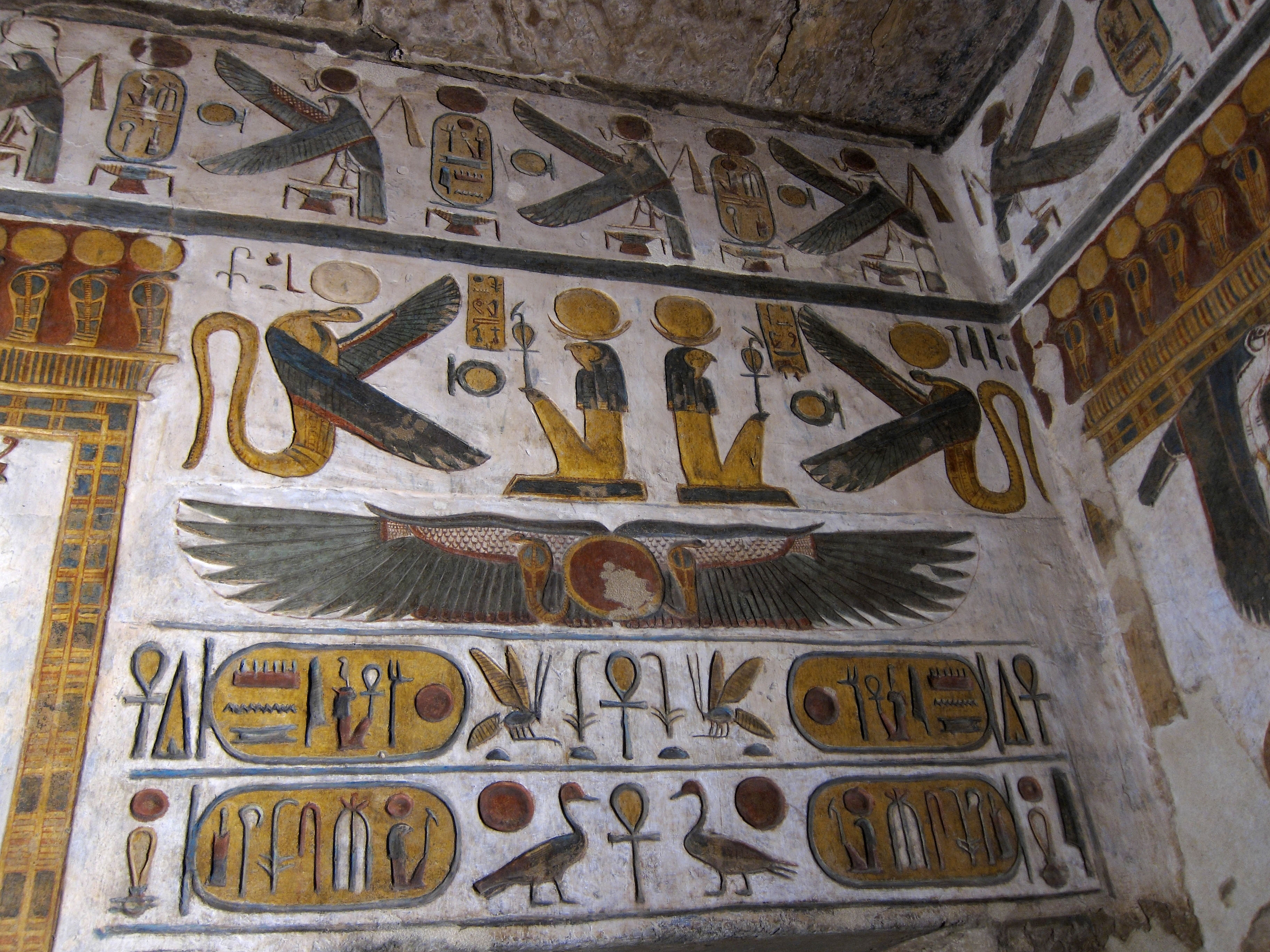
カルナックにあるラムセスによって建造されたコンスを祀る神殿に描かれたレリーフ
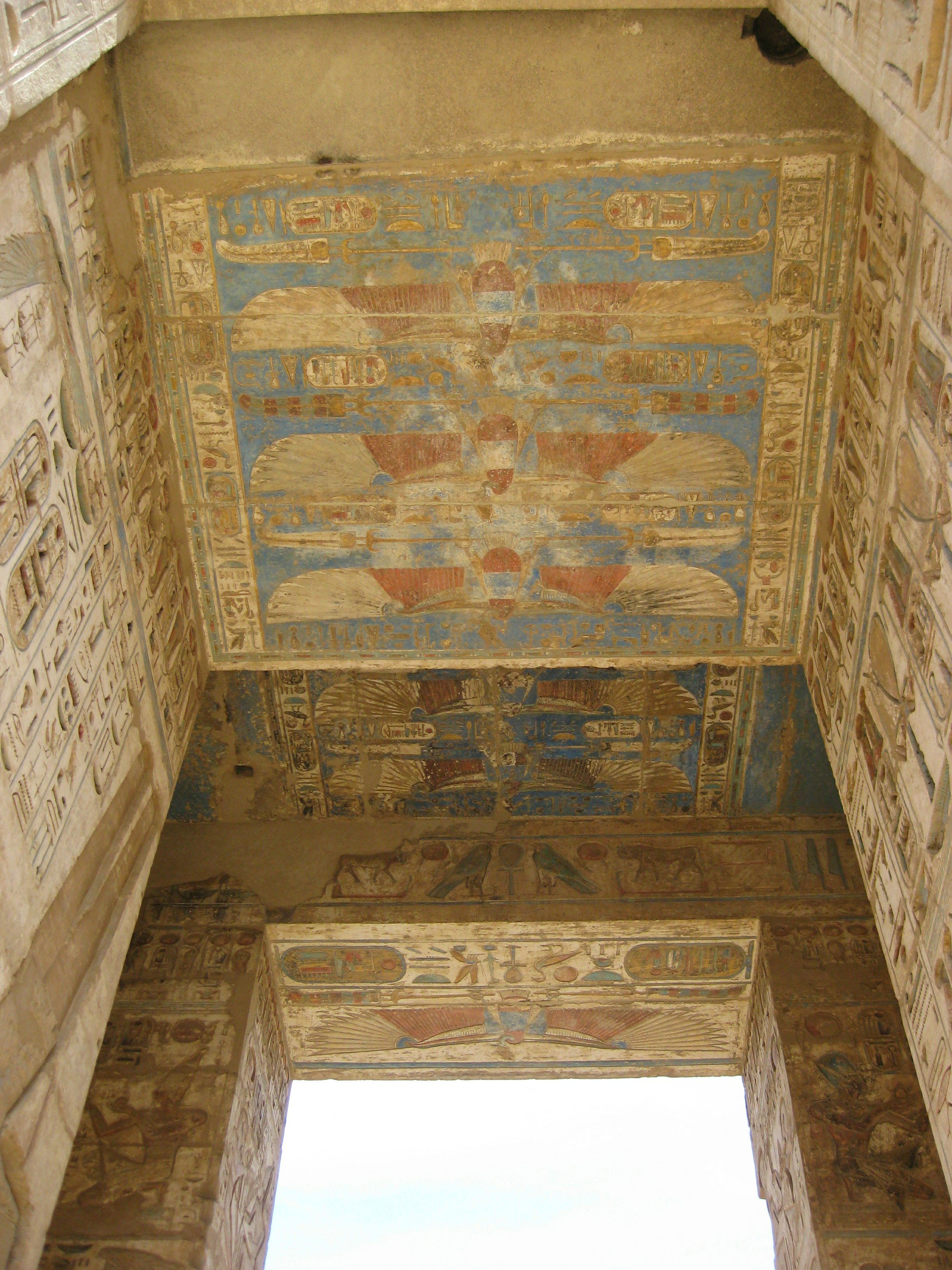
メディネト・ハブのラムセスの霊安室に描かれたネクベトの天井画

## Notes
1. ↑  31年と1か月に加えて、11日間[8]または19日間[9]などの説がある。
2. ↑  各民族について「ペレセト」 (パラサティ) はペリシテ、「チェッケル」はトロイア、「シェケレシュ」はシチリア、「デニエン」はギリシャ系のダナオに比定されている。ウェシェシュについては不明である。その他の「海の民」の民族として「エクウェシュ」 (Eqwesh, アカイアに比定)、「ルッカ」(Lukka, リュキアに比定)、「シェルデン」(Sherden, サルディニアに比定)、「テレシュ」(Teresh, エトルリアまたはテュレニアに比定)などがある[16][17]。
3. ↑  なお、ラムセスの在位27年に1度、在位29年に2度のストライキがあったとする説もある[45]。